# Pinneberg
Pinneberg (niederdeutsch Pinnbarg) ist die Kreisstadt des gleichnamigen Kreises in Holstein; Sitz der Kreisverwaltung ist seit 2011 allerdings die größte Stadt des Kreises, Elmshorn. Pinneberg gehört zum Land Schleswig-Holstein und liegt in der Metropolregion Hamburg.

## Geografie
Pinneberg liegt Luftlinie etwa 18 Kilometer nordwestlich der Hamburger Innenstadt an der Mündung des Flusses Mühlenau in die Pinnau, die über die Unterelbe in die Nordsee abfließt. Die Stadt besteht aus den Ortsteilen Zentrum, Quellental, Thesdorf, Eggerstedt, Pinnebergerdorf (auch als Pinneberg-Nord oder Ratsberg bezeichnet) und Waldenau-Datum. Sie grenzt im Norden an die Gemeinden Prisdorf, Kummerfeld und Borstel-Hohenraden, im Osten an die Gemeinden Tangstedt, Rellingen und Halstenbek, im Süden an die Städte Schenefeld und Hamburg (Stadtteil Hamburg-Rissen) und im Westen an die Gemeinde Appen.

## Geschichte
Bereits in der Eisenzeit gab es erste Siedlungen im Nordwesten des heutigen Pinneberger Stadtgebietes. 2016 wurde bei Grabungen ein Langhaus in der Nähe einer frühgeschichtlichen Bestattungsstätte am heutigen Ratsberg gefunden. Um das Jahr 1200 entstand eine erste romanische Burg eines nicht näher bekannten Rittergeschlechts, die der Landesherr, der Schauenburger Graf Adolf VIII., 1370 eroberte. Nachdem sich in der Nähe der Burg Hofbedienstete und Handwerker angesiedelt hatten – die erste urkundliche Erwähnung des Ortes stammt von 1351 – entwickelte sich die Freie Thingstätte Pinneberg, erstmals 1397 genannt. Von dem Gerichtsort (Thing) stammt die Straßenbezeichnung Dingstätte (Dingstuhl).
Von 1290 bis 1640 war Pinneberg die Residenz der Grafschaft Holstein-Pinneberg, die von einer Linie des Hauses Schauenburg in Personalunion mit der Grafschaft Schaumburg regiert wurde. Die ursprüngliche Burg lag im Winkel zwischen Mühlenau und Pinnau, nahe deren Zusammenfluss, auf einer Burginsel, die von einer Schleife der Pinnau gebildet wurde. Über die alte Burgstelle führt seit 1844 die Bahnlinie nach Elmshorn, sodass davon nichts erhalten ist.
Unter den Brüdern Adolf X. und Erich wurde 1472 die alte Burg durch ein Renaissanceschloss ersetzt, das man einige hundert Meter südöstlich errichtete, zwischen Koppelstraße und Mühlenstraße, wo heute städtebaulich unansehnliche Gebäude das Industriegebiet Am Hafen füllen. Es wurde zunächst im Stil der Spätgotik begonnen, dann aber im neuen Renaissancestil vollendet. Es wurde später zu einer Festung mit Wall und Wassergraben ausgebaut und diente den Grafen von Schauenburg und ihren Landdrosten sowie später den dänischen Drosten als Sitz. Die Schauenburger Grafen von Holstein-Pinneberg residierten aber meist auf Schloss Bückeburg in ihrer Grafschaft Schaumburg. Nachdem das Schloss den Dreißigjährigen Krieg ohne großen Schaden überstanden hatte, brannten es schwedische Truppen 1658 im Zweiten Nordischen Krieg nieder. Ein Wiederaufbau verzögerte sich, auch weil es nach dem Aussterben der Grafen von Holstein-Pinneberg 1640 seine Funktion als Niederlassung der Schauenburger Grafen verloren hatte. Die Grafschaft Holstein-Pinneberg wurde zwischen dem dänischen König zu zwei Dritteln und dem Herzog von Schleswig-Holstein-Gottorf zu einem Drittel aufgeteilt. Doch beide benötigten hier keinen Wohnsitz. Die für die Verwaltung zuständigen Landdroste wohnten im Ort Pinneberg, später in der dort 1765–67 erbauten Drostei Pinneberg. 1720 riss man auf königliche Anordnung das Schloss endgültig ab. Ein Modell des Pinneberger Schlosses mit dem turmartigen Torhaus, Brücke und Damm steht im Pinneberg Museum.

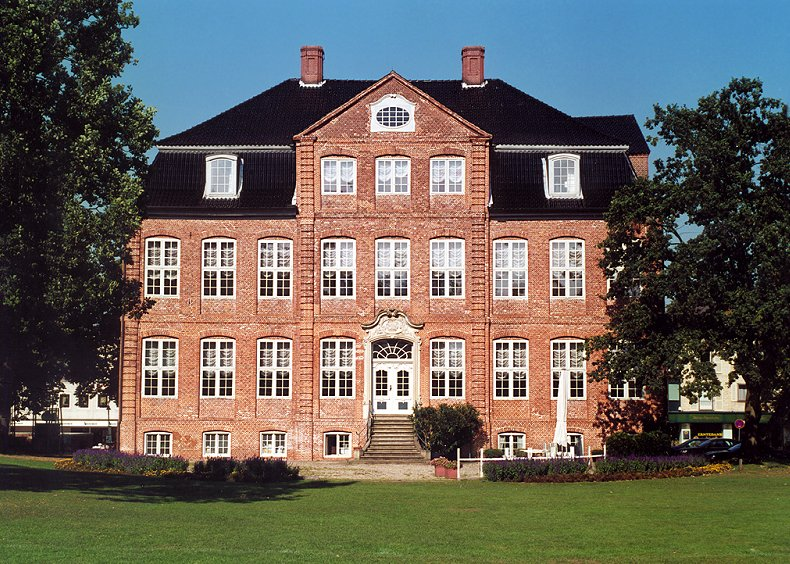
Drostei, das Wahrzeichen von Pinneberg

Von 1765 bis 1767 ließ der Landdrost Hans von Ahlefeldt als Nachfolgebau die Drostei errichten. Dieser Backsteinbau, den vermutlich Ernst Georg Sonnin erbaute, ist das bedeutendste Beispiel profaner Barockarchitektur im gesamten Kreis Pinneberg und dient heute als Kreiskulturzentrum.
Am 24. August 1696 begannen in Pinneberg Friedensverhandlungen zwischen dem Schwedischen Reich und Dänemark. Die Verhandlungen sollten die wachsenden Spannungen zwischen Friedrich IV. und Christian V. beilegen. Der dänische König hatte zuvor das schleswigsche Landgericht aufgehoben und die Regierungsgemeinschaft mit dem Haus Gottorf beendet, woraufhin der Herzog von Holstein-Gottorf ein Bündnis mit Brandenburg einging. Beide Seiten entsandten Vertreter: Christian V. schickte Conrad Biermann von Ehrenschild, Johann Hugo von Lente und Landrat Blome, Friedrich IV. sein Geheimratskollegium, darunter Magnus von Wedderkop, Johann Ludwig von Pincier und Joseph August du Cros.
Der Ort erhielt erst 1826 das Fleckensprivileg und 1875 die Stadtrechte, obwohl hier schon seit 1640 der Sitz des dänischen Landdrosten und seit 1866 der Sitz des preußischen Landrates war.
Während der Belagerung Hamburgs im Kosakenwinter 1813/1814 befand sich das Hauptquartier der russischen Truppen unter General Bennigsen in Pinneberg.
1905 kam es zur Eingemeindung von Pinneberger Dorf (heutiger Stadtteil Pinneberg-Nord) und im Jahr 1927 zur Eingemeindung der Gemeinden Thesdorf und Waldenau. Durch den Zustrom von Vertriebenen, überwiegend aus Ostpreußen, 1945 verdoppelte sich Pinnebergs Einwohnerzahl nach dem Zweiten Weltkrieg; im Gegensatz zu vielen anderen Städten Schleswig-Holsteins konnte Pinneberg diese zusätzlichen Einwohner dauerhaft halten.

## Einwohnerentwicklung
- 1824: 900
- 1875: 3.060

Einwohnerentwicklung von 1824 bis 2016 nach den nebenstehenden Daten. Der starke Anstieg am Anfang des 20. Jahrhunderts ergibt sich aus Eingemeindungen.

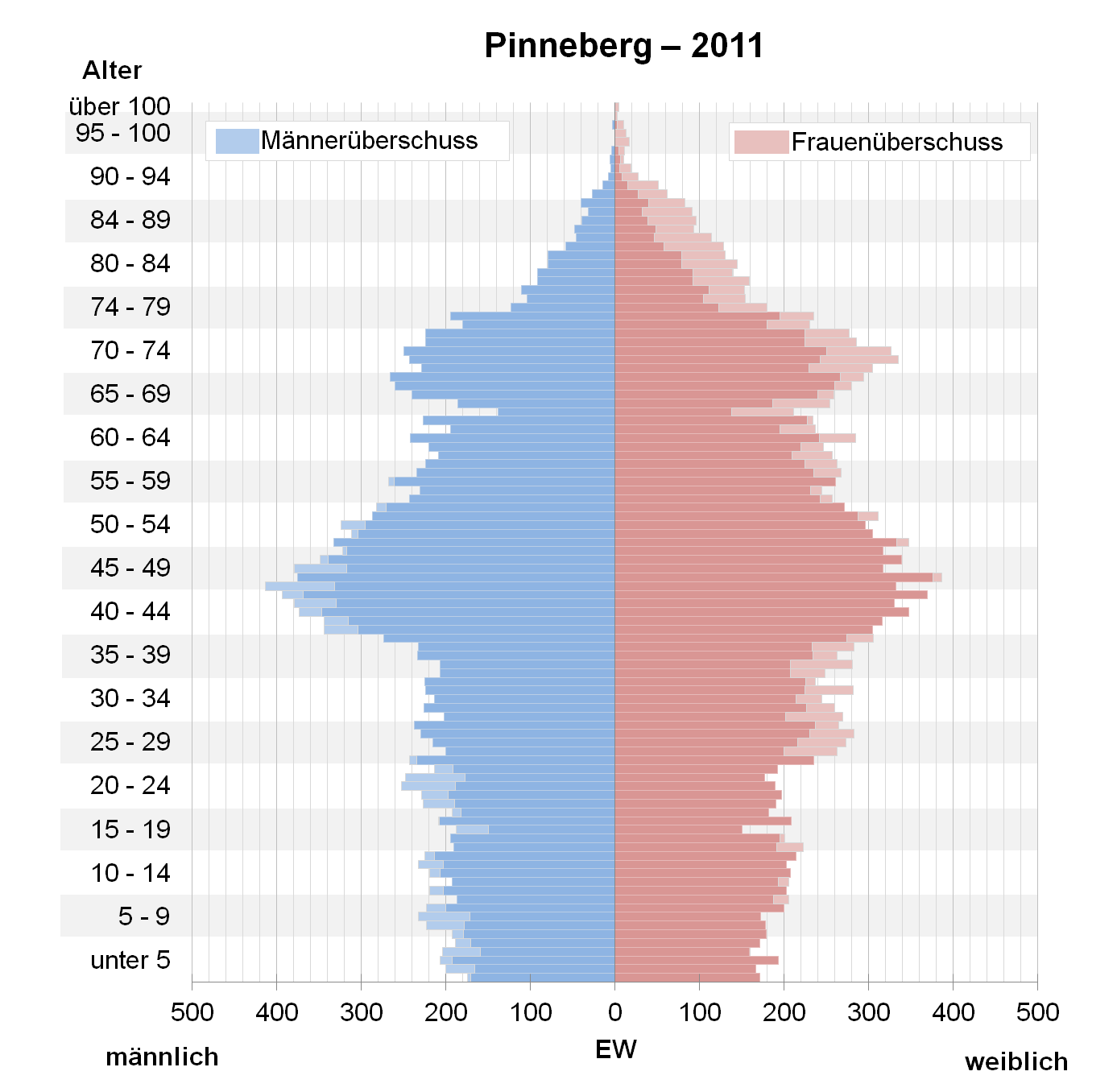
Bevölkerungspyramide für Pinneberg (Datenquelle: Zensus 2011)

- 1905: 6.074, Eingemeindung Pinnebergerdorf mit 1.500 Einwohnern
- 1927: 7.903, Eingemeindung Thesdorf mit 1.313 Einwohnern
- 1939: 13.494
- 1948: 24.885
- 1955: 25.161
- 1970: 36.002
- 1990: 37.134

(jeweils zum 31. Dezember)
- 1998: 39.382
- 2000: 39.423
- 2005: 41.461
- 2010: 40.988
- 2016: 42.638
- 2021: 43.603

## Politik

### Stadtvertretung
- SPD: 11
- Grüne: 10
- Buntes Pinneberg: 5
- FDP: 5
- CDU: 17

Die Kommunalwahl vom 14. Mai 2023 führte zu folgendem Ergebnis (mit Vergleichszahlen der Wahl 2018):
| Partei             | 2023          | 2023  |               | 2018  | 2018 |
| Partei             | Stimmenanteil | Sitze | Stimmenanteil | Sitze |      |
| CDU                | 35,4 %        | 17    | 33,49 %       | 14    |      |
| SPD                | 23,0 %        | 11    | 24,45 %       | 10    |      |
| GRÜNE              | 20,5 %        | 10    | 24,40 %       | 10    |      |
| FDP                | 9,8 %         | 5     | 8,16 %        | 3     |      |
| Buntes Pinneberg * | 11,4 %        | 5     | –             | –     |      |
| Die Bürgernahen    | –             | –     | 9,50 %        | 4     |      |

### Bürgermeister
- 1876–1901: Christoph Kosack (parteilos)
- 1901–1923: Franz Heinsohn
- 1923–1933: Wilhelm Burmeister (SPD)
- 1933–1937: Heinrich Backhaus (NSDAP)
- 1937–1945: Karl Coors (NSDAP)
- 1945: Dietmar Petersen (parteilos)
- 1945–1950: Richard Köhn (SPD)
- 1950–1963: Henry Glissmann (SPD)
- 1963–1990: Hans-Hermann Kath (parteilos)
- 1990–1996: Jan Nevermann (SPD)
- 1996–2008: Horst-Werner Nitt (parteilos)
- 2008–2012: Kristin Alheit (SPD)
- 2012: Klaus Seyfert (CDU, geschäftsführend)
- 2013–2024: Urte Steinberg (parteilos)
- seit 2024: Thomas Voerste (parteilos)

Seit 2024 ist Thomas Voerste (parteilos) hauptamtlicher Bürgermeister der Stadt Pinneberg. Er wurde am 29. Oktober 2023 in einer Stichwahl mit 62,6 Prozent der Stimmen gewählt. Der unterlegene Gegenkandidat Marco Bröcker erhielt 37,4 Prozent der Stimmen. Die Wahlbeteiligung lag bei der Stichwahl bei 25,3 Prozent.

### Wappen
| Wappen von Pinneberg | Blasonierung: „In Rot über grünem Dreiberg, darauf ein silberner Wellenbalken, ein silberner, in drei zinnenbewehrten Stockwerken nach oben sich verjüngender, viereckiger Zinnenturm mit offenem Tor, in dem ein goldenes, hochgezogenes Fallgitter sichtbar ist, das Ganze oben beiderseits begleitet von je einem goldenen, sechsstrahligen Stern.“ |
| Wappen von Pinneberg | Wappenbegründung: Der Turm im Wappen repräsentiert die einstige Burganlage und damit die Epoche Pinnebergs als Zentrum der gleichnamigen Grafschaft. Die Ersterwähnung des Ortes „Pinnenberghe“ und der Burg erfolgte 1351. Die Burg war zeitweilig Residenz der „Pinneberger Linie“ der Grafen von Schauenburg und Holstein, deren Stammlande an der Weser lagen. Mit dem Aussterben der Schauenburger 1640 war der Verfall der Burg besiegelt. 1720 schließlich wurde das Grafenschloss abgebrochen. Die im 18. Jahrhundert einsetzende Entwicklung Pinnebergs zum Verwaltungsmittelpunkt als Dienstsitz des Drosten der nunmehr königlichen Herrschaft Pinneberg führte 1826 zur Erhebung des Ortes zum Flecken. Durch den Anschluss an die Altona-Kieler Eisenbahn wurde Pinneberg zum Industrieort und 1875 Stadt. Bis zur Verleihung des heutigen Wappens führte Pinneberg das holsteinische Nesselblatt im Stadtsiegel. Die Herkunft der Sterne zu beiden Seiten des Turmes ist unklar. Vermutlich handelt es sich lediglich um Dekor. Der Dreiberg verdeutlicht den Standort der ehemaligen Burg auf dem Schlossberg. Auf die Lage der Stadt am Südufer der in die Elbe mündenden Pinnau wird im Wappen durch den silbernen Wellenbalken hingewiesen. Er trat bei der Wappenänderung 1960 an die Stelle blauer Wellen im Schildfuß. Das Wappen und die Flagge wurden am 25. November 1960 genehmigt. Das Wappen wurde von Max Kirmis aus Neumünster und von dem Brunsbütteler Heraldiker Willy „Horsa“ Lippert gestaltet. |

### Flagge
Die Flagge zeigt in weißem, oben und unten von je einem schmalen roten Rand begrenzten Feld das Stadtwappen, aus der Mitte des Tuches etwas zur Stange hin verschoben.

### Städtepartnerschaften
Partnerschaften bestehen mit der Stadt Rockville, Maryland (USA), dem Nzega-District (Tansania), mit der deutschen Volksgruppe in Hadersleben (Nordschleswig/Dänemark) und der Stadt Primorsk (Russland).
- Rockville (USA, Maryland)
- Nzega-District (Tansania)
- Primorsk (Russland, Kaliningrad)

## Wirtschaft und Infrastruktur

### Verkehr

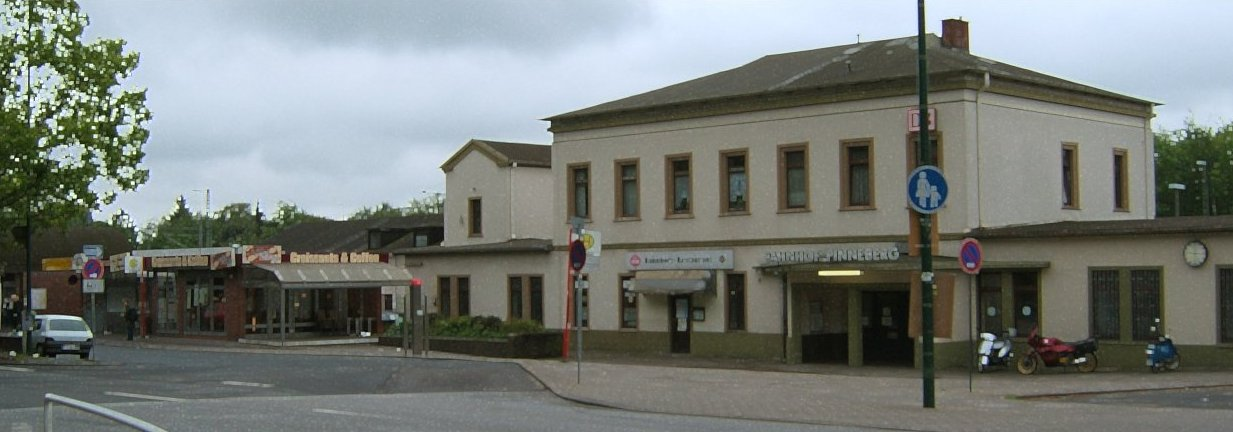
Bahnhof Pinneberg

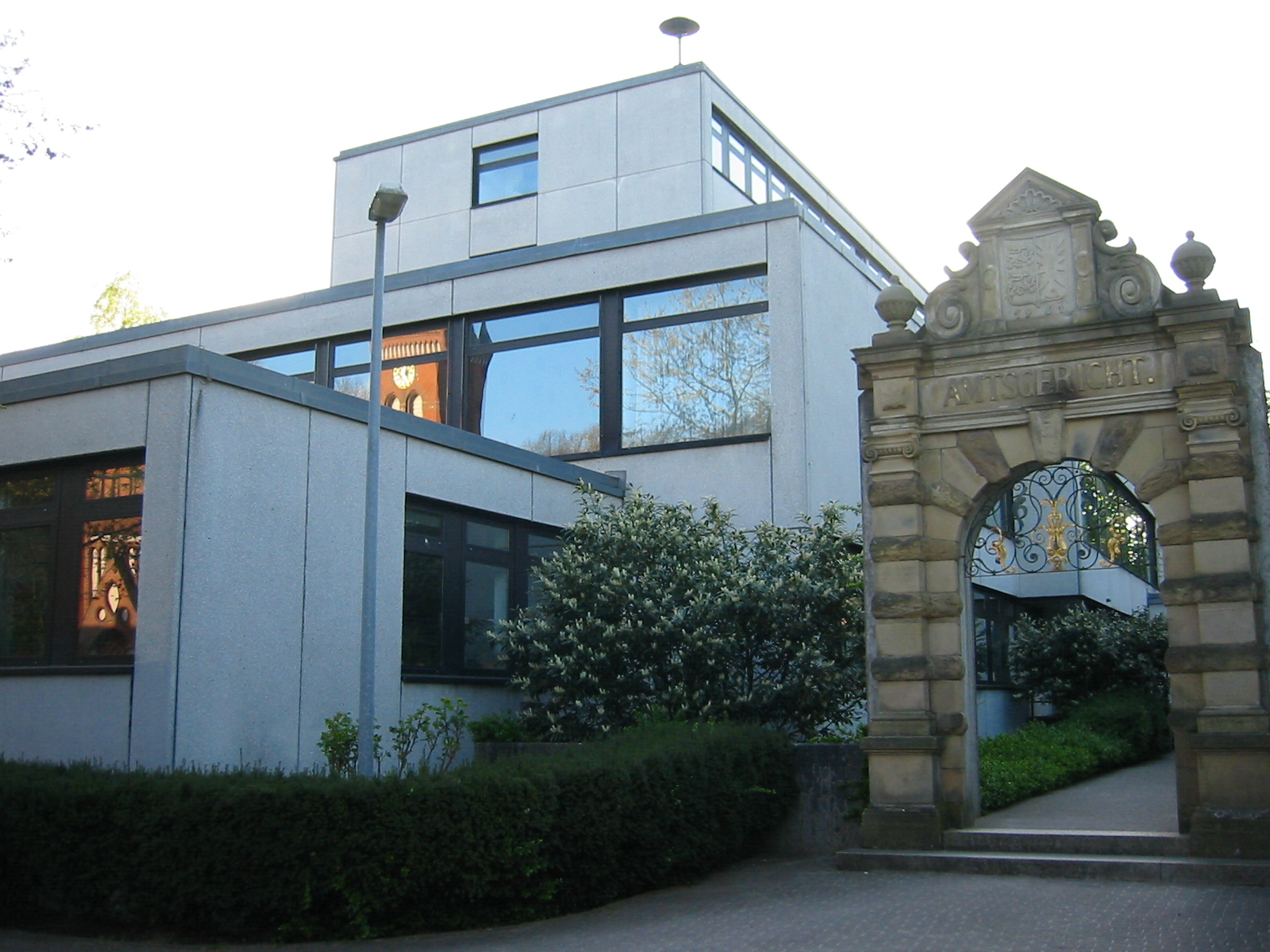
Amtsgericht

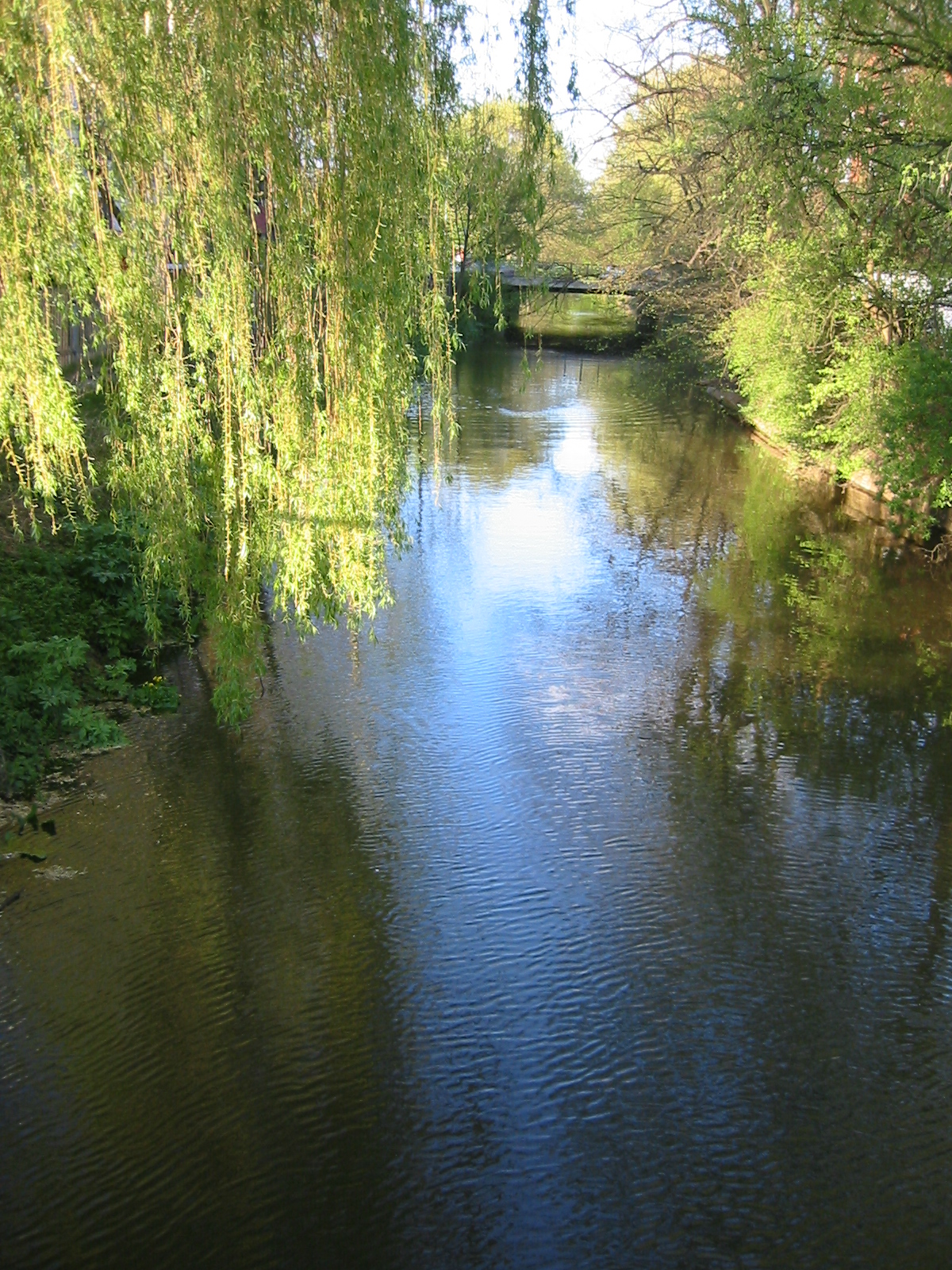
Die Pinnau Richtung Saarlandstraße

Pinneberg liegt im Wesentlichen zwischen der Bundesautobahn 23 mit drei Anschlussstellen im Osten und der Landesstraße 103 im Westen.
Seit den 1970er Jahren ist in Pinneberg eine Westumgehung geplant, die die Autobahn mit der L 103 verbinden und damit die Stadt entlasten soll. Das erste Teilstück ist bereits unter dem Namen „Westring“ realisiert worden. Der Baubeginn der beiden verbleibenden Teilstücke erfolgte im Jahr 2015. Diese wurden am 29. September 2019 unter dem Namen „Westumgehung“ für die Öffentlichkeit freigegeben.
Pinneberg wird von der Bahnstrecke Hamburg-Altona–Kiel, die die Altona-Kieler Eisenbahn-Gesellschaft erbaute – der ersten dänischen Eisenbahn – durchquert. Im Zentrum der Stadt befindet sich der Bahnhof Pinneberg, an dem die Regionalzüge von Hamburg-Altona und Hamburg-Hauptbahnhof über Elmshorn nach Itzehoe und Wrist halten. Seit einer Fahrplanumstellung fahren die meisten RegionalExpress-Züge nach Husum und Sylt sowie nach Neumünster, Flensburg und zur Landeshauptstadt Kiel dagegen ohne Halt durch. In Pinneberg endet außerdem die S3 der S-Bahn Hamburg. Das Bahnhofsgebäude aus dem Jahr 1844 ist das älteste noch bestehende Bahnhofsgebäude in Schleswig-Holstein. Seit Ende 2018 wird es grundlegend renoviert und ein neuer Fußgängertunnel gebaut, so dass Fahrgäste zur Nordbahn nicht mehr über den S-Bahn-Bahnsteig gehen müssen.
Eine weitere S-Bahn-Station befindet sich im Ortsteil Thesdorf. Sie hat einen großen Park+Ride-Parkplatz, den viele Fahrgäste aus dem Kreis Pinneberg nutzen (beispielsweise aus Tornesch und Barmstedt außerhalb des Großbereichs des Hamburger Verkehrsverbund).
Die Verkehrsbetriebe Hamburg-Holstein (VHH) betreiben in Pinneberg und Umgebung mehrere Buslinien innerhalb des Hamburger Verkehrsverbundes (HVV). Die sieben wichtigsten Buslinien der Stadt sind:
| Linie |                                                                        | Verlauf |
| ----- | ---------------------------------------------------------------------- | --- |
| 185   | Bf. Elmshorn (ZOB) – Ellerhoop – Pinneberg – S Halstenbek – Schenefeld | Bf. Elmshorn (ZOB) – Daimlerstraße – Ellerhoop – Kummerfeld – Pinneberg Bf – Rellingen – S Halstenbek – Schenefeld Busbetriebshof         |
| 285   | Bf. Pinneberg – Hamburg-Iserbrook                                      | Pinneberg Bf – Thesdorf – Waldenau – Schenefeld – Hamburg-Iserbrook, Reinheimer Weg                                                       |
| 195   | Bf. Pinneberg – U Niendorf Nord                                        | Pinneberg Bf – Rellingen – Egenbüttel – Ellerbek – Hamburg-Schnelsen – U-Bf Niendorf Nord                                                 |
| 295   | Bf. Pinneberg – U Garstedt                                             | Pinneberg Bf – Rellingen – Ellerbek – Bönningstedt – Norderstedt, U-Bf Garstedt                                                           |
| 395   | S Wedel – U Garstedt                                                   | Wedel – Appen-Etz – Pinneberg Bf – Rellingen – Tangstedt – Hasloh – Norderstedt, U Garstedt                                               |
| 594   | Wedel – Pinneberg – Quickborn – Norderstedt Mitte                      | (Wedel, Schulau Fähre –) Wedel Bf – Holm – Appen-Etz – Pinneberg Bf – Borstel – Hohenraden – Renzel – Quickborn Bf – Norderstedt Mitte Bf |
| 6663  | Bf. Pinneberg – Uetersen                                               | Pinneberg Bf – Appen – Moorrege – Uetersen, Buttermarkt (Linie der KViP)                                                                  |

### Baumschulen
Pinneberg ist in diesem Wirtschaftszweig laut Eigenauskunft unübertroffen in der Welt bei der Anzahl der Züchtung von unterschiedlichen Gehölzarten. Es gibt sowohl kleine Familienbetriebe als auch Mittel- und Großbetriebe. Der größte Anteil der Pflanzen (neben Bäumen auch Sträucher, Rosen und viele weitere Blühpflanzen) wird außerhalb von Schleswig-Holstein verkauft. Kunden sind unter anderem Baumschulen des In- und Auslandes, Landschaftsgärtner, Gartencenter und Warenhäuser.
Die Baumschulen im Umkreis von Pinneberg bewirtschaften eine Fläche von etwa 4.170 Hektar, die jedoch seit einigen Jahren stetig abnimmt. Zum einen erlaubt die Zugehörigkeit zur Metropolregion Hamburg eine profitablere Verwertung der Flächen zu Wohnzwecken, zum anderen nehmen die Folgen des jahrzehntelangen Gebrauchs von Pflanzengiften und Insektiziden zu. Mehrere Trinkwasserbrunnen im Gebiet der Stadt Pinneberg mussten wegen erhöhter Belastung durch Insektizide und Fungizide in den frühen 1990er Jahren geschlossen werden.

### Einzelhandel
Pinneberg hat mit der „Dingstätte“ eine Fußgängerzone als Einkaufszentrum sowie mehrere kleine Einkaufspassagen. Der Einzelhandel wird durch die Nähe zur Großstadt Hamburg und durch Verbrauchermärkte im Umland negativ beeinflusst. Aktuelle Planungen zur weiteren Ansiedlung von Einzelhandel auf den Flächen des Marktplatzes bei Verlegung des Wochenmarktes in die Innenstadt wurden kontrovers diskutiert. Ein Vorhaben zur Bebauung der Fläche mit einem SB-Warenhaus scheiterte an einem Bürgerentscheid. Der Bau einer Brauerei auf einem Teilstück des Marktplatzes wurde jedoch bereits genehmigt.

### Deutscher Wetterdienst
Pinneberg ist Senderstandort des Deutschen Wetterdienstes (DWD). Der DWD betreibt hier den Langwellensender DDH47 sowie seit 2006 in Zusammenarbeit mit dem Bundesamt für Seeschifffahrt und Hydrographie Deutschlands einzigen NAVTEX-Sender.

### Huelsenberg Holding
Die Huelsenberg Holding ist eine Unternehmensgruppe, deren Hauptgeschäftsbereich in der Futtermittelherstellung liegt. Weiterhin produziert die Unternehmensgruppe Futterzusatzmittel und Fermenter-Additive für Biogasanlagen sowie Emissionsmesssysteme und Zündsysteme für Großbrenner.

### ILO-Werke

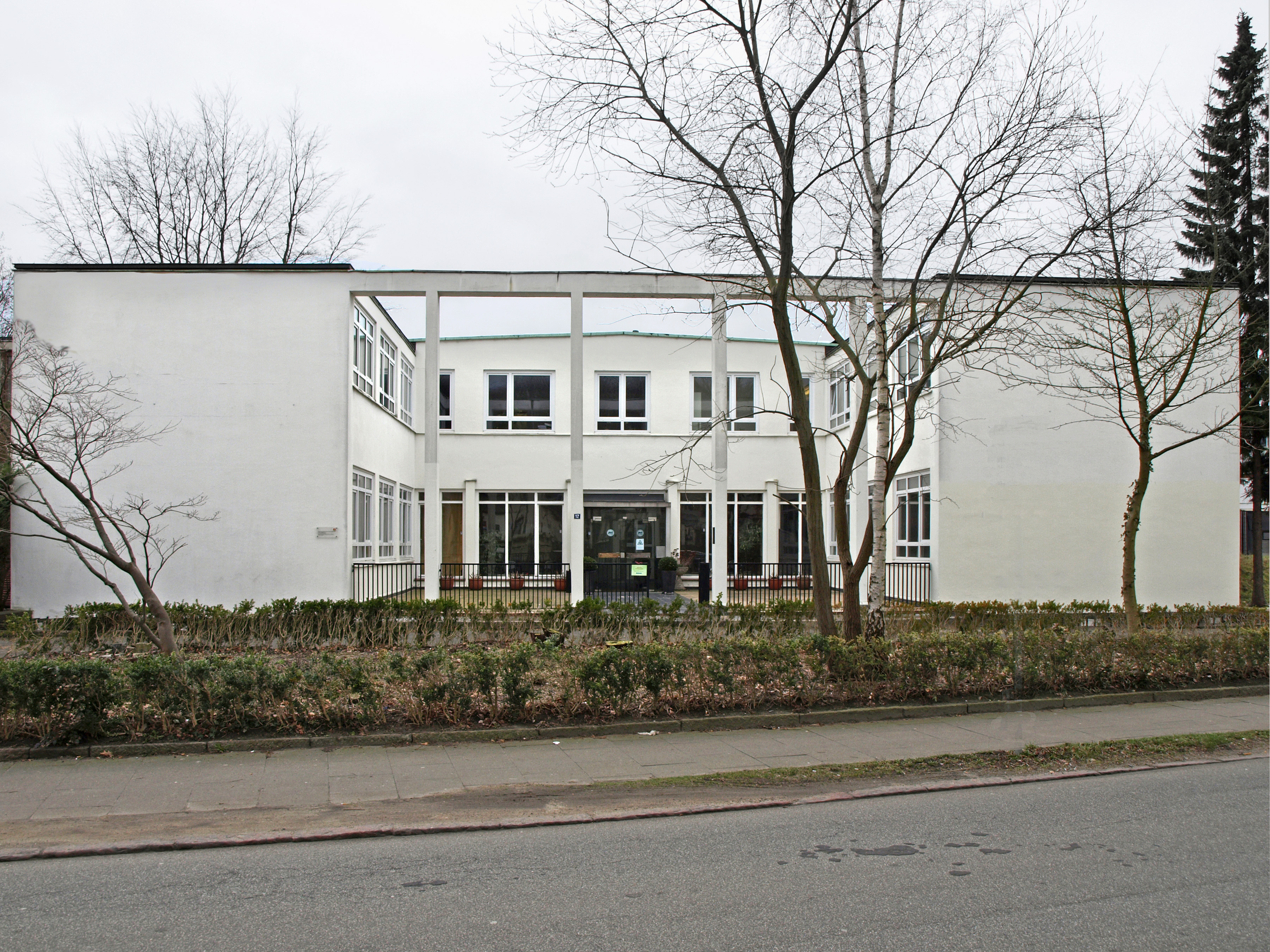
ILO-Werk Empfangsgebäude im Bauhausstil, erbaut 1932 (2012)

Von 1913 bis zur Schließung 1990 waren die ILO-Motorenwerke in Pinneberg ansässig. Das Unternehmen war der größte Produzent von Zweitaktmotoren in Deutschland und war maßgeblich am Aufschwung der Region in den 1950er und 1960er Jahren beteiligt.

### Union-Eisenwerke
Seit 1856 gab es in Pinneberg die Union-Eisenwerke, die 1878 vom Unternehmer Herman Wupperman übernommen wurden. Unter Herman Wupperman und seinem Sohn Otto entwickelte sich das Unternehmen zu einem der größten Arbeitgeber der Stadt. Es wurden Emaille-Kochgeschirre und in den Weltkriegen auch Rüstungsgüter hergestellt. In den 1960er Jahren musste das Unternehmen aufgeben.

### Wohnungsbau
Die Ansiedlung wurde durch zahlreiche Baugebiete gefördert, darunter die Vogelsiedlung und das Rosenfeld sowie das Gebiet an der Anschlussstelle Pinneberg-Süd der A 23. Die Infrastruktur spielte auch bei der Bebauung des Geländes der ehemaligen Eggerstedt-Kaserne eine Rolle, dessen Nutzung umstritten war.

### Schulen und Kindergärten
In Pinneberg gibt es fünf Grundschulen (Hans-Claussen-Schule, Schule Rübekamp, Helene-Lange-Schule, Schule Thesdorf, Schule Waldenau), drei Grund- und Gemeinschaftsschulen (Grund- und Gemeinschaftsschule Pinneberg ohne gymnasiale Oberstufe, Schulzentrum Nord ohne gymnasiale Oberstufe, Johann-Comenius-Schule mit gymnasialer Oberstufe) sowie zwei Gymnasien (Johannes-Brahms-Schule, Theodor-Heuss-Schule). Außerdem gibt es ein Förderzentrum zur sonderpädagogischen Unterstützung (Förderzentrum Pinneberg) und zwei Schulen in freier Trägerschaft (Schülerschule, International School Campus). Kritisiert wird ein Mangel an Plätzen in Schulen und Kindergärten. Die letzte Vorschule der Stadt schloss 2014.

### Friedhöfe
Der älteste Friedhof Pinnebergs ist der Friedhof im Kirchhofsweg (jetzt Friedhof der Luther-Kirchengemeinde in Pinneberg). Er wurde 1891 angelegt. 1939 wurde die Errichtung eines neuen Friedhofs vom Regierungspräsidenten in Schleswig genehmigt. Der sogenannte Stadtfriedhof wurde am Hogenkamp als Waldfriedhof angelegt und ist nicht an Konfessionen bzw. Religionen gebunden. Auf diesem Friedhof finden sich auch 167 Soldatengräber aus dem Zweiten Weltkrieg sowie 34 Gräber von Fremd- und Zwangsarbeitern und ihren teilweise in Deutschland geborenen Kindern.

## Kultur, Medien, Sport, Naherholung

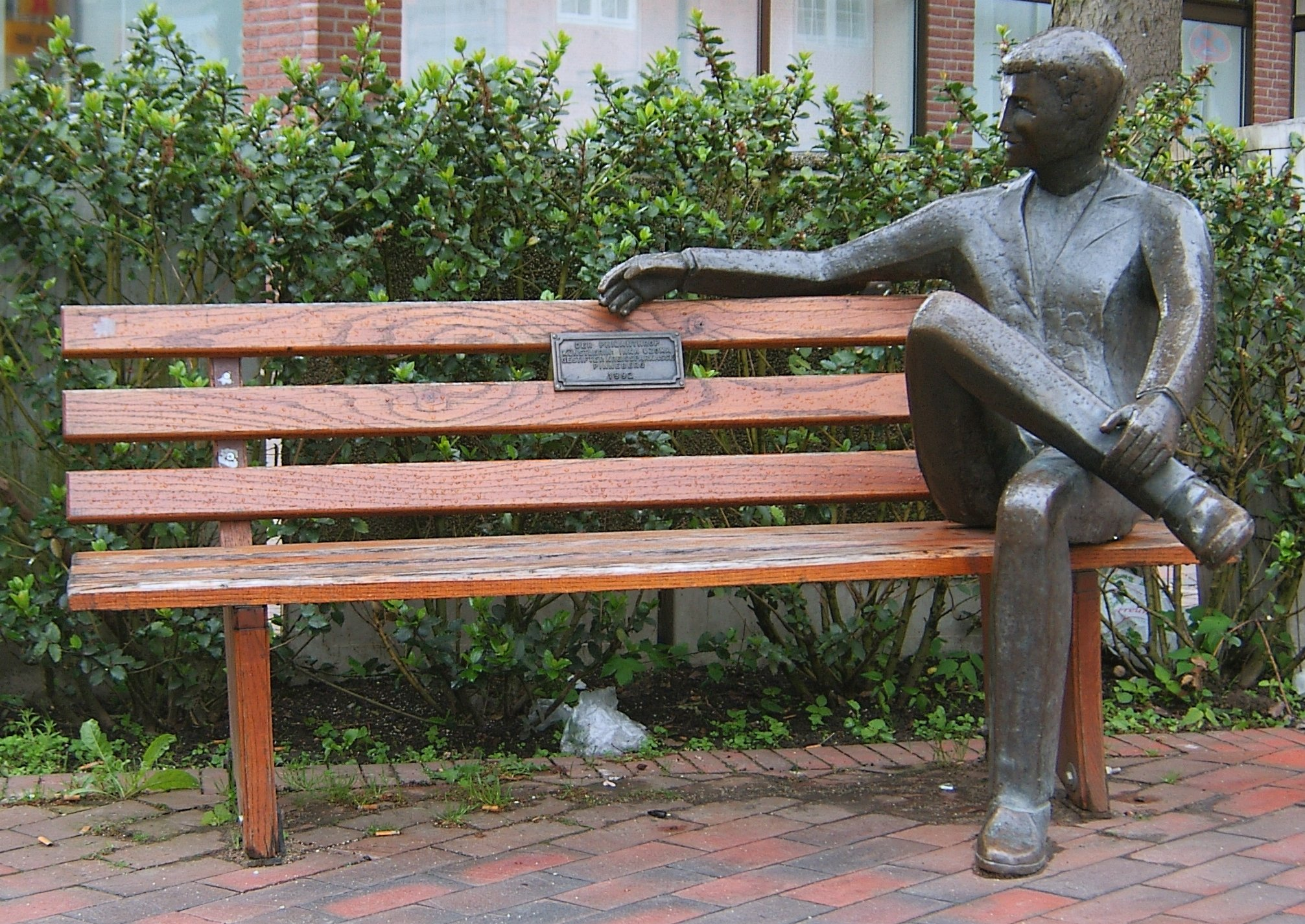
„Der Philanthrop“

Durch seine unmittelbare Nähe zu Hamburg ist Pinneberg kulturell nach Hamburg hin orientiert und eher eine Pendlerstadt. Überregional bekannt ist jedoch das jährlich am zweiten Wochenende im August stattfindende Jazzfestival SummerJazz; Mentor dieser Veranstaltung war viele Jahre Gottfried Böttger, zurzeit ist es Tom Shaka. Außerdem finden jährlich ein Weinfest (Anfang Juli) und das Stadtfest (Anfang September) statt. Das Rockfestival Wake Up PI findet regelmäßig im Drosteipark statt. 2006 spielten 4Lyn, 2007 One Fine Day als Headliner.
Als regionale Tageszeitung erscheint das Pinneberger Tageblatt im A.-Beig-Verlag. Zu diesem Verlag gehört auch eine große Druckerei, in der u. a. auch das Quickborner Tageblatt, das Wedel-Schulauer Tageblatt, die Barmstedter Zeitung sowie das Schenefelder Tageblatt produziert werden.
Seit März 2009 erscheint in Pinneberg ein Stadtmagazin mit dem Namen Pinnwand. Es ist ein Hochglanzmagazin und thematisiert regionale und überregionale Inhalte.
In Pinneberg gibt es folgende Museen:
- Pinneberg Museum[20]
- Samlandmuseum
- Deutsches Baumschulmuseum
- Museum für Rot-Kreuz-Geschichte[21]

Das Pinneberger Einkaufs-Zentrum (kurz PIZ) war aufgrund leerstehender Flächen und seiner knallgelben Farbe bekannt, profitierte aber durch ein neues Management. Das Rathaus wurde um 2000 in die neugebaute Einkaufspassage integriert.
Der größte Sportverein im Kreis ist der VfL Pinneberg mit rund 5000 Mitgliedern. Der VfL ist mit dieser Anzahl einer der führenden Vereine in Schleswig-Holstein. Weitere Vereine im Kerngebiet Pinnebergs sind der SC Pinneberg sowie SUS Waldenau, TBS Pinneberg und der Amateur-Sportverein Pinneberg (ASP). Im Dezember 2019 hat sich der Pinneberger Bürger- und Schützenverein von 1873 e. V. nach 146 Jahren aufgelöst.
Außerdem gibt es in Pinneberg im ehemaligen Freibad seit Juli 2007 eine Wasserski- und Wakeboard-Arena mit frei zugänglichem großem Beachclub (Burmeisterallee 2), wo unter anderem von 2007 bis 2011 die T-Mobile bzw. Telekom Extreme Playgrounds ausgetragen wurden, eine eintägige Rockmusik- und Actionsport-Veranstaltung mit bis zu 8000 Zuschauern sowie Internet- und TV-Live-Übertragung. Andere regelmäßige Großveranstaltungen in der Wasserski-Arena waren das Neujahrsfeuerwerk am 1. Januar, das Osterfeuer und ein Benefiz-Beachsoccer-Turnier. Nach einem Betreiberwechsel im Winter 2013/2014 sind zahlreiche bauliche und konzeptionelle Änderungen geplant.
In direkter Nachbarschaft zur Wasserskiarena befindet sich das Pinneberger Hallenbad (Burmeisterallee 6) mit beheiztem 50-Meter-Becken, Sprungbecken und seit 2006 einem Edelstahl-Außenbecken mit angrenzender Liegewiese. Auch das Pinneberger Waldstadion sowie der Pinneberger Tennis-Club e. V. befinden sich in unmittelbarer Nachbarschaft.
In Pinneberg ist außerdem der größte norddeutsche Amateur-Musicalverein, die Musical Company Pinneberg, ansässig.
Der Amateurfunk wird in Pinneberg durch den Ortsverein E15 im Deutschen Amateur Radio Club (DARC e. V.) mit der Klubstation DK0PI vertreten. Ein vom Ortsverein unterhaltenes 70-cm-FM-Relais mit dem Rufzeichen DB0PI befindet sich in Elmshorn auf einem Silo der Firma Peter Kölln. Die Mitglieder des Ortsvereins treffen sich regelmäßig jeden zweiten Montag im Monat in einem Tangstedter Lokal.

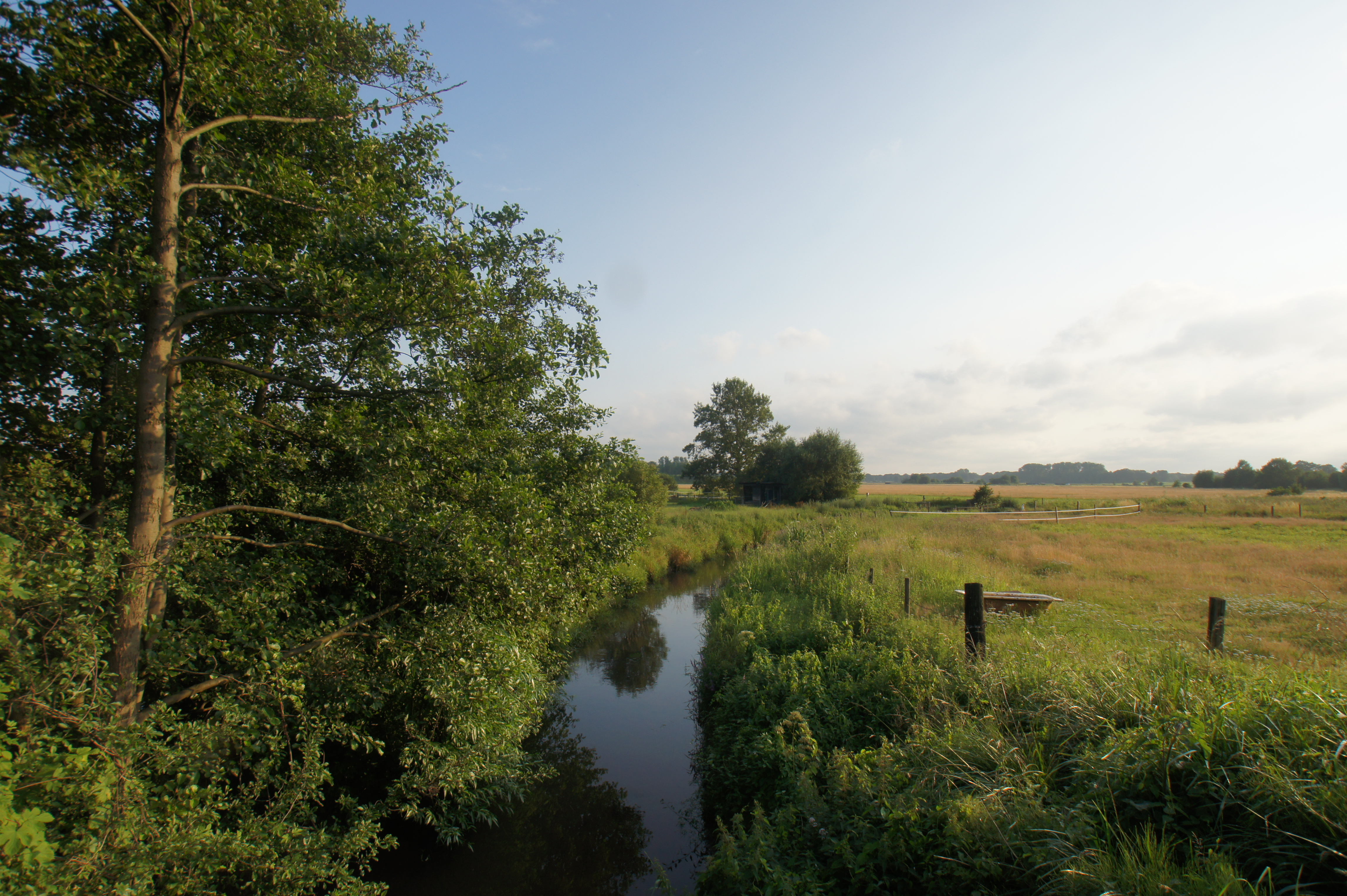
Düpenau in Pinneberg-Thesdorf

Über mehrere Orte im Gemeindegebiet verteilt liegen Flächen des Landschaftsschutzgebietes LSG des Kreises Pinneberg. Im Nordosten befindet sich ein Teil des Landschaftsschutzgebietes Mittlere Pinnau, im Süden Teile der Landschaftsschutzgebiete Holmer Sandberge und Moorbereiche und Düpenau und Mühlenau. Im Norden entlang der Pinnau befinden sich Teile der beiden europäischen NATURA 2000-Schutzgebiete FFH-Gebiet Schleswig-Holsteinisches Elbästuar und angrenzende Flächen und FFH-Gebiet Pinnau / Gronau.

## Sehenswürdigkeiten
- die barocke Drostei (1765–1767)

Dieser Bau des norddeutschen Barock ist das bedeutendste Baudenkmal der Stadt Pinneberg. Er steht im Ortszentrum an der Dingstätte. Im Süden schließt sich der Drosteipark an. Von 1991 an wird die Drostei als Kreiskulturzentrum genutzt.
- das ehemalige Amtsrichterhaus (1855)

Das Gebäude an der Dingstätte beherbergt heute das Stadtmuseum Pinneberg.
- die ehemalige Kreisverwaltung

Ab 1867 war Pinneberg Sitz der Kreisverwaltung. Während die Landräte in der Drostei wohnten, zog die Verwaltung in das 1893 neu erbaute Landratsamt.
- der Wasserturm (1912)

Der Wasserturm am Peiner Weg wurde 1912 von der Firma Wupperman gebaut. Er war bis 1956 für die Wasserversorgung der Stadt in Funktion. Heute ist er in Privatbesitz.
- das ehemalige Gutshaus in Waldenau, jetzt als Schulgebäude für die Schülerschule genutzt.

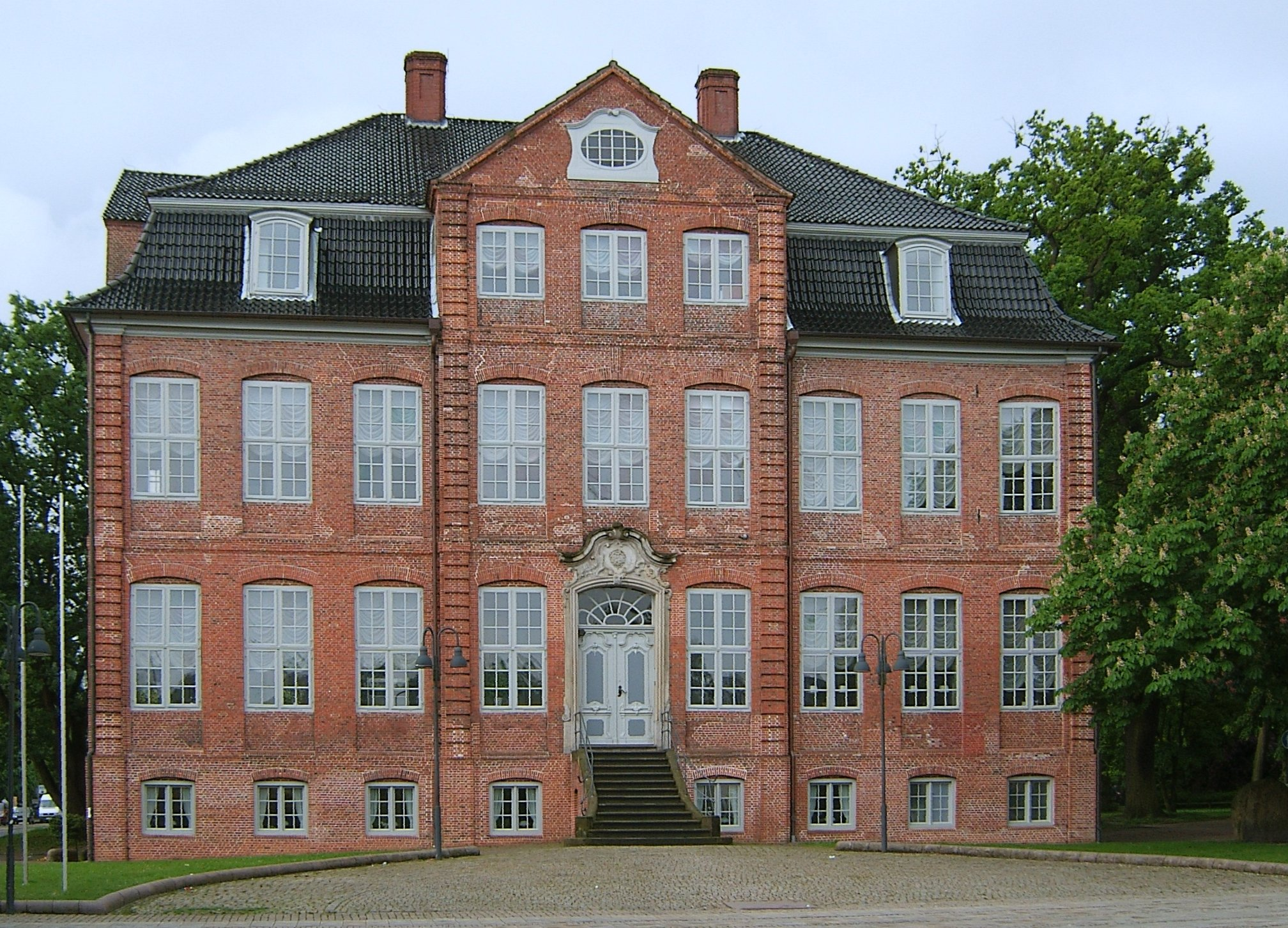
Die barocke Drostei (1765–1767)
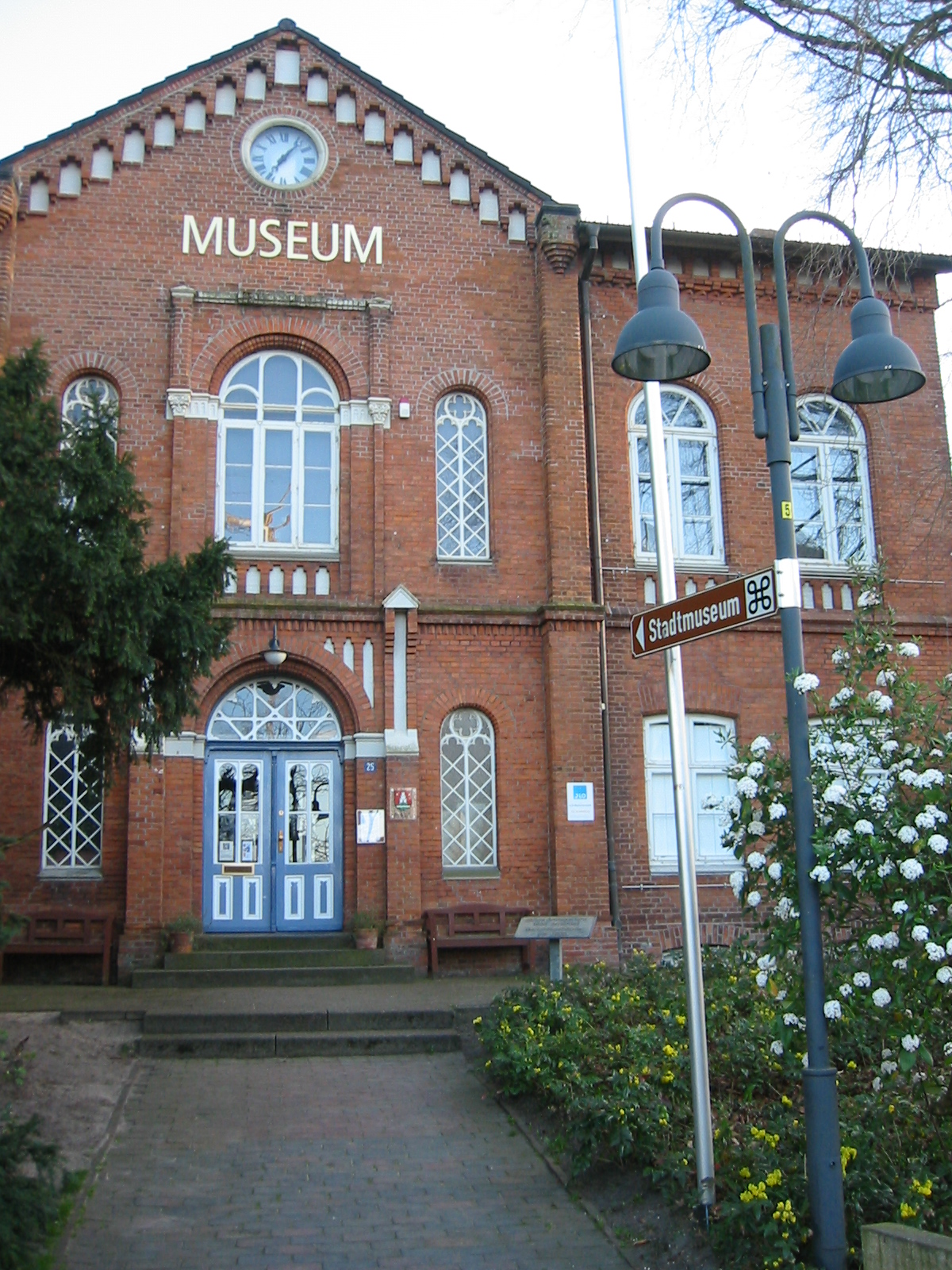
Das Stadtmuseum
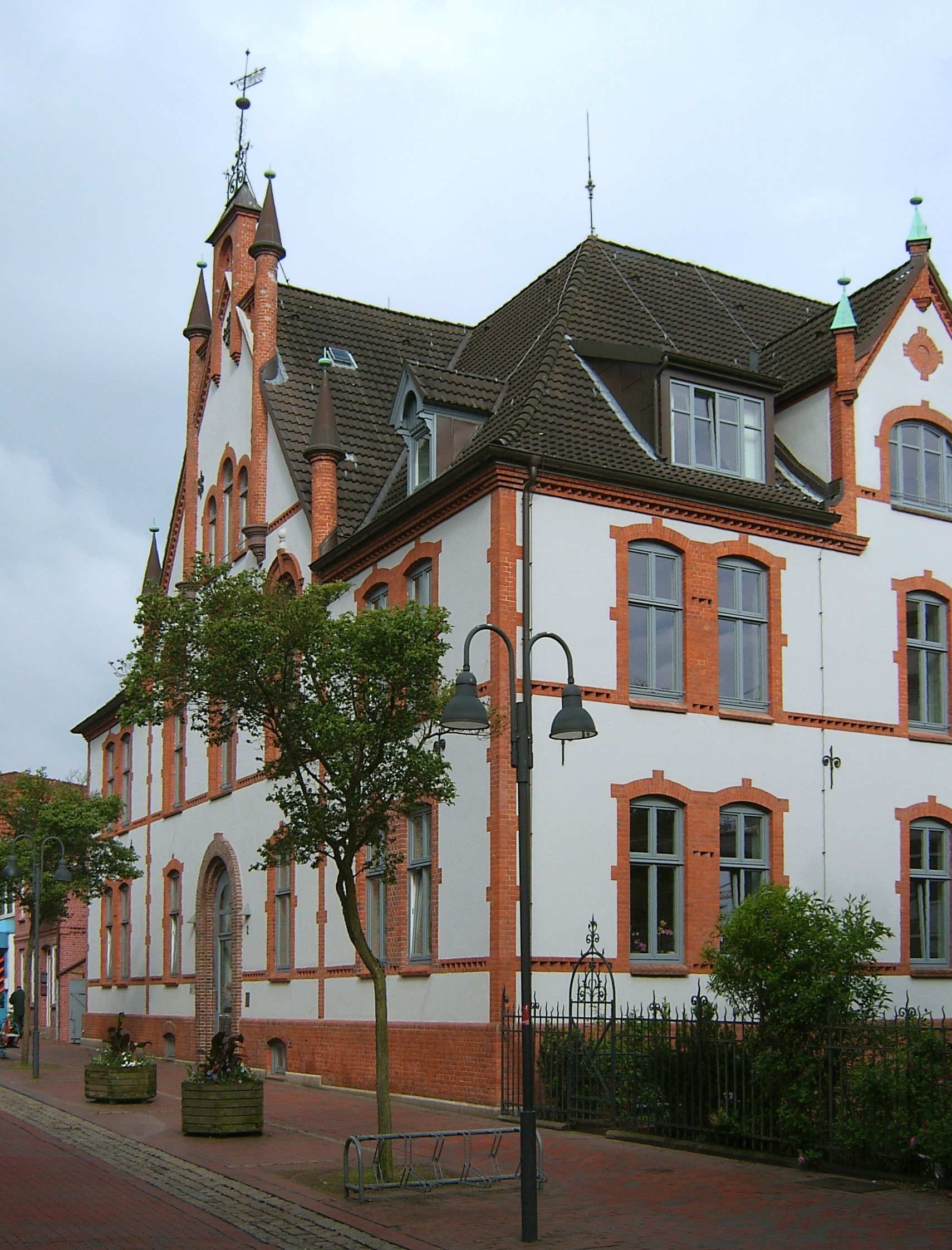
Die ehemalige Kreisverwaltung
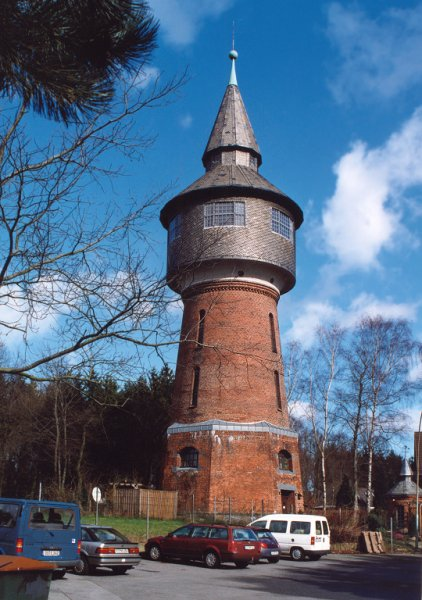
Der ehemalige Wasserturm

## Religion

### Christentum
Bis zur Reformation gehörte Pinneberg zum unter der Leitung des Dompropsten stehenden Hamburger Teil des Erzbistums Hamburg-Bremen.

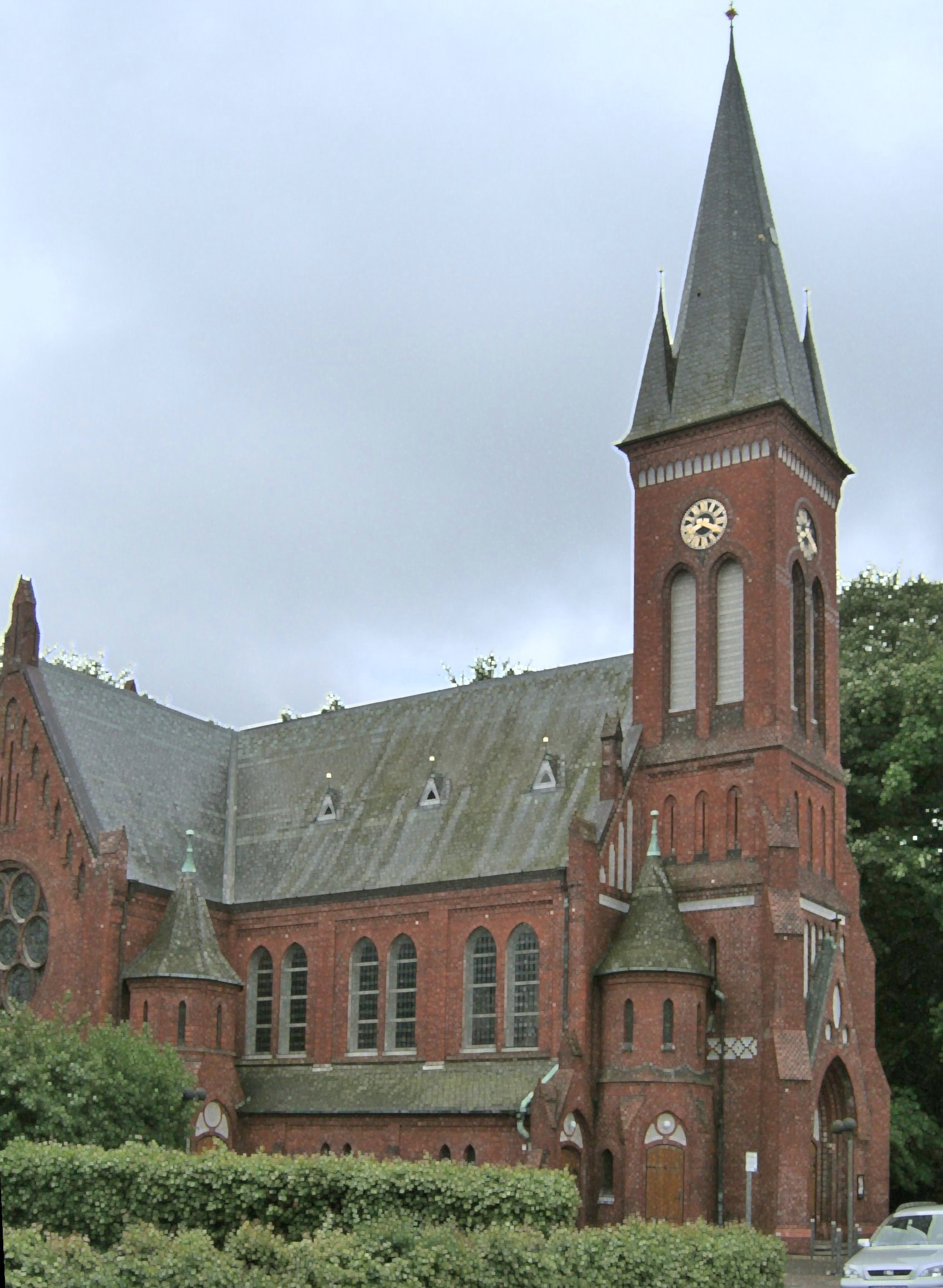
Christuskirche

In Pinneberg existieren mit der Heilig-Geist-Kirche (Pinneberg-Nord), der Christuskirche (Pinneberg-Mitte) sowie der Lutherkirche (Pinneberg-Süd) und der Kreuzkirchengemeinde (Waldenau) vier evangelisch-lutherische Kirchengemeinden. Sie gehören zum Kirchenkreis Hamburg-West/Südholstein und damit zur evangelischen Nordkirche.
Darüber hinaus gibt es die Gemeinschaft in der Evangelischen Kirche und verschiedene evangelische Freikirchen.

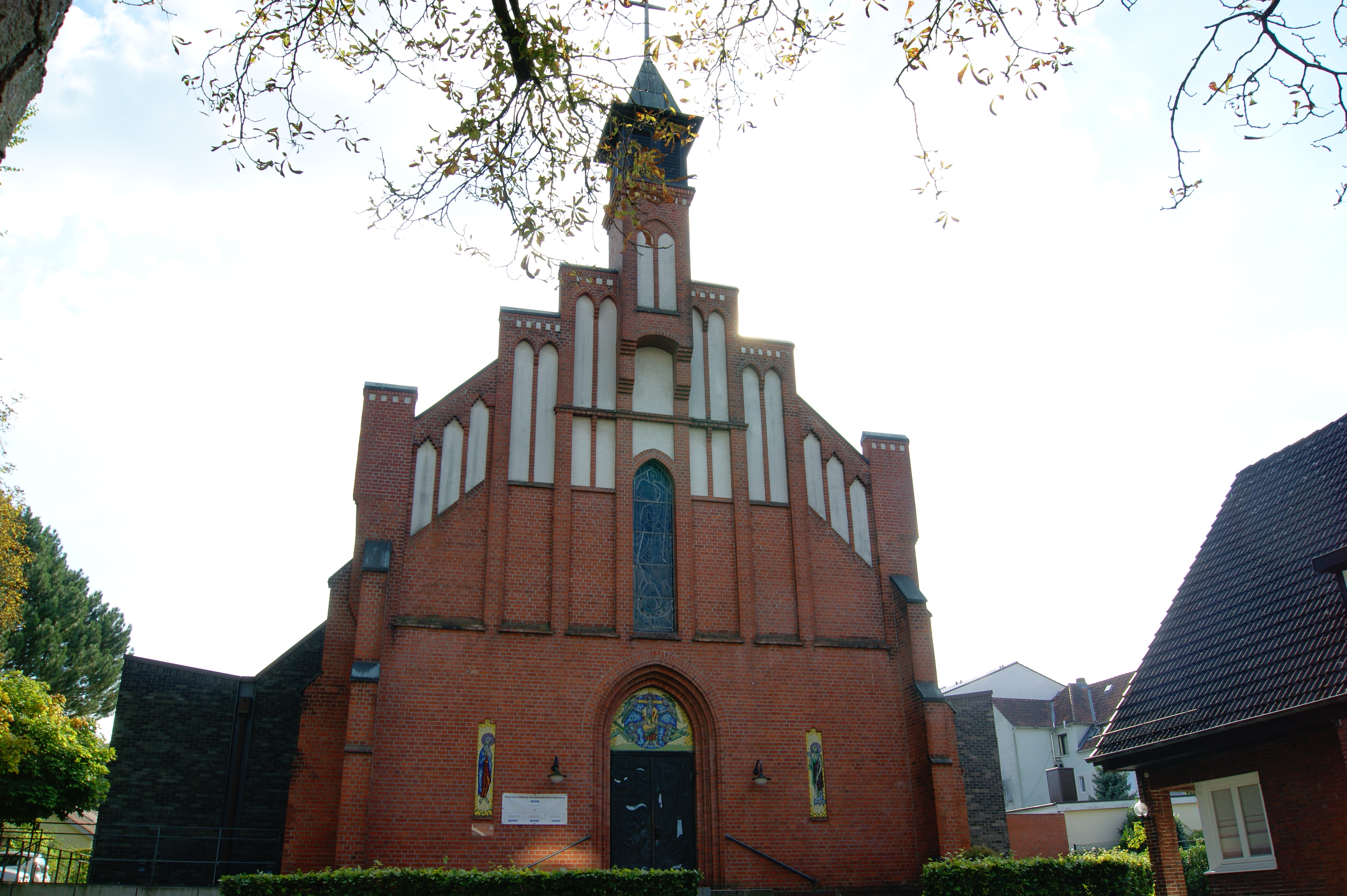
Pfarrkirche St. Michael

Die römisch-katholische Pfarrei St. Katharina von Alexandrien entstand 2007 aus dem Zusammenschluss der Gemeinden St. Michael und St. Pius sowie Herz Jesu (Halstenbek). Sie gehörte zum Erzbistum Hamburg. Die St.-Pius-Kirche (Pinneberg-Süd/Quellental) wurde im August 2010 abgerissen. Die 1906 erbaute Pfarrkirche St. Michael im Fahltskamp wurde 2009 deswegen durch moderne Anbauten erweitert. In Stil und Ausstattung gleicht sie mittlerweile der Domkirche St. Marien in Hamburg, die vom gleichen Architekten, Klaus Doernen aus Oldenburg, gestaltet wurde.
Im Oktober 2018 fusionierten die ehemals eigenständigen katholischen Pfarreien in Elmshorn, Halstenbek, Pinneberg, Quickborn, Uetersen und Wedel zur neuen Großpfarrei Heiliger Martin mit Sitz in Elmshorn. Die bisherigen Pfarreien blieben als Gemeindestandorte vorerst erhalten.
Daneben bestehen jeweils Gemeinden der Neuapostolischen Kirche, der Zeugen Jehovas und der Mormonen (Kirche Jesu Christi der Heiligen der letzten Tage).

### Judentum
In Pinneberg existiert eine liberale jüdische Gemeinde. Neben dem städtischen Friedhof befindet sich der jüdische Friedhof.

### Islam
Die Türkisch-Islamische Union der Anstalt für Religion (DİTİB) hat in der Friedenstraße den Sitz einer Gemeinde und eine Kontaktstelle für muslimische, insbesondere türkischstämmige Jugendliche und ihre Familien.

## Persönlichkeiten

### Söhne und Töchter der Stadt
- Sophie Eleonore Friederike von Schleswig-Holstein-Sonderburg-Augustenburg (1778–1836), dänisch-deutsche Miniaturmalerin
- Ferdinand von Levetzow (1820–1900), Offizier, Postbeamter, Erfinder und Autor
- Ludwig Meyn (1820–1878), Agrarwissenschaftler, Geologe
- Sophie Wörishöffer (1838–1890), Schriftstellerin
- Carl Schlüter (1846–1884), Bildhauer
- Clara von Sivers (1854–1924), Blumenmalerin
- Carl Hartmann (1856–1937), Ingenieur und Baudirektor
- Paul Sudeck (1866–1945), Chirurg und Namensgeber des Morbus Sudeck
- Werner von der Schulenburg (1881–1958), Schriftsteller, Übersetzer
- Gerhard Lütkens (1893–1955), Politiker (SPD), MdB
- Franz von Baselli (1896–1945), Jurist und Kommunalpolitiker (NSDAP)
- Ernst Meyer (1898–1975), Althistoriker
- Ernst Dammann (1904–2003), Religionshistoriker und Afrikanist
- Elsa Oehmigen (1908–1995), Drehorgelspielerin
- Jupp Becker (1909–1997), Turn- und Sportlehrer, Träger des Bundesverdienstkreuzes.
- Ernst Ehlers (1909–1980), SS-Obersturmbannführer und Kriegsverbrecher
- Bernhard Timm (1909–1992), Generaldirektor der BASF
- Bernhard Siebken (1910–1949), SS-Führer
- Astrid Albrecht-Heide (* 1938), Sozialisations- und Friedensforscherin, Autorin
- Harald Bürck (1938–2015), Jurist, Richter am Bundessozialgericht
- Gerd Egloff (1939–2023), Anglist, Didaktiker und Hochschullehrer
- Detlef Junker (* 1939), Historiker
- Heiner Bremer (* 1941), Stern-Chefredakteur, Moderator des RTL-Nachtjournals
- Maria Elisabeth Straub (* 1943), Schriftstellerin
- Peter Metz (* 1949), Fußballspieler
- Bernd-Wolf Dettelbach (* 1951), Maler und Plastiker
- Henning Hars (* 1955), Brigadegeneral der Bundeswehr
- Wolfram Gambke (* 1959), Leichtathlet und Olympiateilnehmer
- Katja Oldenburg-Schmidt (* 1959), Verwaltungsbeamtin, Bürgermeisterin der Hansestadt Buxtehude
- Jost Kramer (1960–2012), Betriebswirt, Hochschullehrer und Autor
- Kerstin Schipper (* 1964), Richterin am Bundesverwaltungsgericht
- Axel Heinrich (* 1965), römisch-katholischer Theologe und Hochschullehrer
- Michael Westphal (1965–1991), Tennisprofi
- Boris Henn (* 1967), TV-Moderator und TV-Produzent
- Anja Jardine (* 1967), Journalistin und Schriftstellerin
- Sandra Hempel (* 1972), Jazzgitarristin
- Christin Marquitan (* 1967), Schauspielerin, Opernsängerin und Synchronsprecherin
- Michael Stich (* 1968), Tennisprofi
- Sören Voigt (* 1968), Filmregisseur und Drehbuchautor
- Michael Rohde (* 1973), baptistischer Theologe
- Björn Warns alias „Schiffmeister“ (* 1973), Musiker (Fettes Brot)
- Carsten Stormer (* 1973), Auslandsreporter und Kriegsberichterstatter
- Henning Christiansen (* 1974), Cartoonist, Filmemacher und Autor
- Axel Krohn (* 1974), Autor
- Thyra Schmidt (* 1974), Künstlerin
- Ulrich Vosgerau (* 1974), Jurist und Hochschullehrer
- Sonja M. Schultz (* 1975), Schriftstellerin und Journalistin
- Jens Petersen (* 1976), Schriftsteller
- Heiko Hell (* 1980), Schwimmer
- Jonatan Kotzke (* 1990), Fußballspieler
- Marcel Barthel (* 1990), Wrestler
- Nina Brüggemann (* 1993), Fußballspielerin
- Jacob Heidtmann (* 1994), Schwimmer
- Jeanne Goursaud (* 1996), deutsch-französische Schauspielerin
- Sam Schreck (* 1999), Fußballspieler
- Robin Kehr (* 2000), Fußballspieler
- Jannes Wieckhoff (* 2000), Fußballspieler
- Anneke Borbe (* 2000), Fußballspielerin

### Weitere Persönlichkeiten, die in engem Zusammenhang mit Pinneberg stehen
- Johannes Brahms (1833–1897), Komponist (besuchte 1882–1896 jährlich seine Stiefmutter und seinen Stiefbruder in der Bahnhofstraße 24; das Haus wurde 1980 abgerissen)[25]

- Mathilde Block (1850–1932), Malerin (wohnte zeitweise bei ihrer Schwester in Pinneberg und malte vier Pinneberger Bürgermeister)

- Adolph von Elm (1857–1916), Reichstagsabgeordneter (SPD) für den Wahlkreis Elmshorn-Pinneberg 1894–1907
- Erhard Wittek (1898–1981), Schriftsteller (lebte und arbeitete in Pinneberg 1955–1981)
- Mario Szenessy (1930–1976), ungarisch-deutscher Schriftsteller (lebte und arbeitete in Pinneberg)
- Nikolai Estis (* 1937), Maler (lebt und arbeitet in Pinneberg)
- Lydia Schulgina (1957–2000), Künstlerin (lebte und arbeitete in Pinneberg 1996–2000)
- Peter Hilffert (* 1958), Fernsehmoderator (in Pinneberg aufgewachsen)
- Tim Mälzer (* 1971), Fernsehkoch (in Pinneberg aufgewachsen)
- Steffen Henssler (* 1972), Fernsehkoch (wohnte bis 1982 in Thesdorf)
- Britt Hagedorn (* 1972), Fernsehmoderatorin (in Pinneberg aufgewachsen)